# Escape of the Artful Dodger
Escape of the Artful Dodger è una serie televisiva australiana trasmessa per la prima volta su Nine Network nel 2001 che narra la storia di Jack Dawkins, personaggio introdotto nel classico Oliver Twist di Charles Dickens.

## Trama
Jack Dawkins, meglio conosciuto come Artful Dodger, è un giovane borseggiatore dalle dita agili e dalla parlantina svelta. Il suo viaggio dalla tetra Londra verso l'Australia gli presenta l'opportunità di fuggire dalla sua vecchia vita di truffatore per diventare un eroe.

## Episodi
- Jack in the Box
- Welcome to the New World
- Blamed and Framed
- Den of Thieves
- The Boy Who Knew Too Much
- The Spider's Web
- The Bad Old Days
- Lord of the Manor
- Captain Lightning
- Something Will Turn Up
- Inside Job
- Betrayed
- Jack Be Nimble

## Riconoscimenti
- 2002 - AACTA Award
  - Nomination Miglior serie per bambini a Roger Mirams, Howard Rubie ed Emanuel Matsos
  - Nomination Miglior giovane attore a Luke O'Loughlin